# Torrent del Cadenes
El Torrent del Cadenes és un afluent per la dreta del Cardener que neix a Bergús i aboca les seves aigües al Cardener sota Cardona (Bages).

## Municipis per on passa
Tot el seu curs transcorre pel terme municipal de Cardona.

## Xarxa hidrogràfica
La xarxa hidrogràfica del Torrent del Cadenes està integrada per 4 cursos fluvials que sumen una longitud total de 4.485 m.

### Distribució per termes municipals
Tota la xarxa transcorre pel terme municipal de Cardona.